# Leżeńscy herbu Nałęcz

Herb Nałęcz

Leżeńscy – ród magnacki, wywodzący się z rodu Nałęczów.
Protoplastą rodu Leżeńskich był Jan Głowacz Leżeński. Leżeńscy w czasach swojej świetności pełnili urzędy wojewodów, kasztelanów, starostów oraz godności duchownych. Dobra ziemskie Leżeńskich koncentrowały się na Mazowszu, duża część na Zapiliczu.

## Znani Leżeńscy
- Tomasz Leżeński (ur. 1603, zm. 1675) – biskup chełmski i łucki.
- Jan Głowacz Leżeński (poległy 12 sierpnia 1399 w Bitwie nad Worsklą) – rycerz króla Władysława Jagiełły, wojewoda czerski i płocki, starosta Łęczycki (1392), protoplasta rodu Leżeńskich
- Kazimierz Benedykt Leżeński (ur. ok. 1653 w Wiślicy, zm. 25 października 1703 w Bartoszycach) – polski duchowny katolicki, biskup pomocniczy warmiński
- Jan Głowacz Leżeński (ur. ok. 1390) – syn Jana, wojewoda mazowiecki, oraz czerski
- Sędziwój Głowacz Leżeński (ur. około 1420, zm. 3 października 1466 w Toruniu) – rycerz księcia Witolda, uczestnik wielu bitew, założyciel Głowaczowa
- Jan Leżeński (ur. ok. 1498 – zm. 1573) – kasztelan małogoski i połaniecki, starosta przedborski i stromecki
- Marcin Leżeński z Leżenic (ur. ok. 1760, zm. ?) – szambelan króla Stanisława Augusta, poseł na Sejm Czteroletni z województwa bracławskiego